# 吳江 (明朝)
吳江（？—1648年10月2日（永曆二年八月戊申）），字蘇子，九江府星子縣人，南明軍事人物。

## 生平
吳江是主事吳道長的兒子，諸生出身，有晉人的風度，在文壇有名氣。永曆 二年（1648年）閏三月金聲桓反正，黎士彥招攬他，他起兵斬殺清朝官吏和應之，並收復湖口前進池州。金志達則收復宿宿松，斬縣丞遲大魁，軍隊水陸兩路攻蘄州但敗走。永曆帝授與吳江僉都御史官職、巡撫應天、德安、蘄州、黃州、光山、固始，恢復江皖；唯未及出發九江再次失陷，龔錦煥被擒。吳江率領數千名壯士包圍南康，用計誘斬降將邵甲等五人，制定包圍湖口計劃，遇上故將童貴卿兄弟。當時童貴卿在九江城下臨近攻克，吳高沒有迎救，和李田英戰死，剩下部下百多人，他就於開先寺結壘，埋伏等待清朝軍船出現，飛船堵截。清軍視為禍患，調動九江全部士兵一千人攻打南康。白之裔棄守南康，吳江未能抵抗，敗走到都昌，收得以前鎮守張士彥的標將黃才潰兵二百人，帶領他們幾乎再次舉事。不久黃才私下聯絡清朝，抓拿他作奉獻。永曆二年八月，他被送到南京，穿戴長珮，神色自若，寫下絕命詞後被殺。

## 引用
1. ↑  錢海岳《南明史·卷三·本紀第三》：（永曆二年八月）戊申，……巡撫吳江等戰都昌，死之。
2. 1 2  錢海岳《南明史·卷六十一·列傳第三十七》：吳江，字蘇子，星子人。主事道長子。諸生。風度如晉人，有聲文苑。金聲桓反正，黎士彥來招，江起兵斬清吏應之，復湖口，進規池州。金志達復宿嵩，斬縣丞遲大魁，一軍水陸攻蘄州，敗走。昭宗授江僉都御史、巡撫應安蘄黃光固、規恢江皖。未及發而九江再陷，龔錦煥被執。
3. ↑  錢海岳《南明史·卷六十一·列傳第三十七》：乃以壯士數千圍南康，以計誘斬降將邵甲等五人，定扼湖計，會故將童貴卿兄弟。貴卿時戰九江城下垂克，吳高不救，與李田英皆戰死，部下存百許人，江招結壘開先寺，伺清舟出沒，飛舸堵截。清患之，盡調九江兵千人攻南康。白之裔棄南康，江迎戰不利，敗走都昌，得舊鎮張士彥標將黃才潰兵二百人，部勒之，幾復舉。而才復款於清，執江以獻。永曆二年八月，解至南京，高冠長珮，叱咤自若，賦絕命詞死。